# الأشراف (بني حشيش)

تعديل مصدري - تعديل

الأشراف هي إحدى قرى عزلة عضران بمديرية بني حشيش التابعة لمحافظة صنعاء، بلغ تعداد سكانها 647 نسمة حسب تعداد اليمن لعام 2004.